# Предчувствие конца
«Предчувствие конца» (англ. The Sense of an Ending) — постмодернистский роман Джулиана Барнса, за который писатель в 2011 году получил Букеровскую премию. Данная книга является одиннадцатым романом под собственным именем Джулиана Барнса.

## Экранизация
В 2017 году вышла экранизация романа.